# Gagea rufidula
Gagea rufidula är en liljeväxtart som beskrevs av Igor Germanovich Levichev. Gagea rufidula ingår i Vårlökssläktet och i familjen liljeväxter. Inga underarter finns listade.